# تلمبه حاج عزت کوئینی
تلمبه حاج عزت گوئینی روستایی در دهستان زیدآباد بخش زیدآباد شهرستان سیرجان استان کرمان ایران است.

## جمعیت
بر پایه سرشماری عمومی نفوس و مسکن در سال ۱۳۹۵ جمعیت این مکان ۹۲ نفر (۲۷خانوار) بوده‌است.